# 沃伊西爾峰
78°07′39″S 85°35′39″W / 78.12750°S 85.59417°W

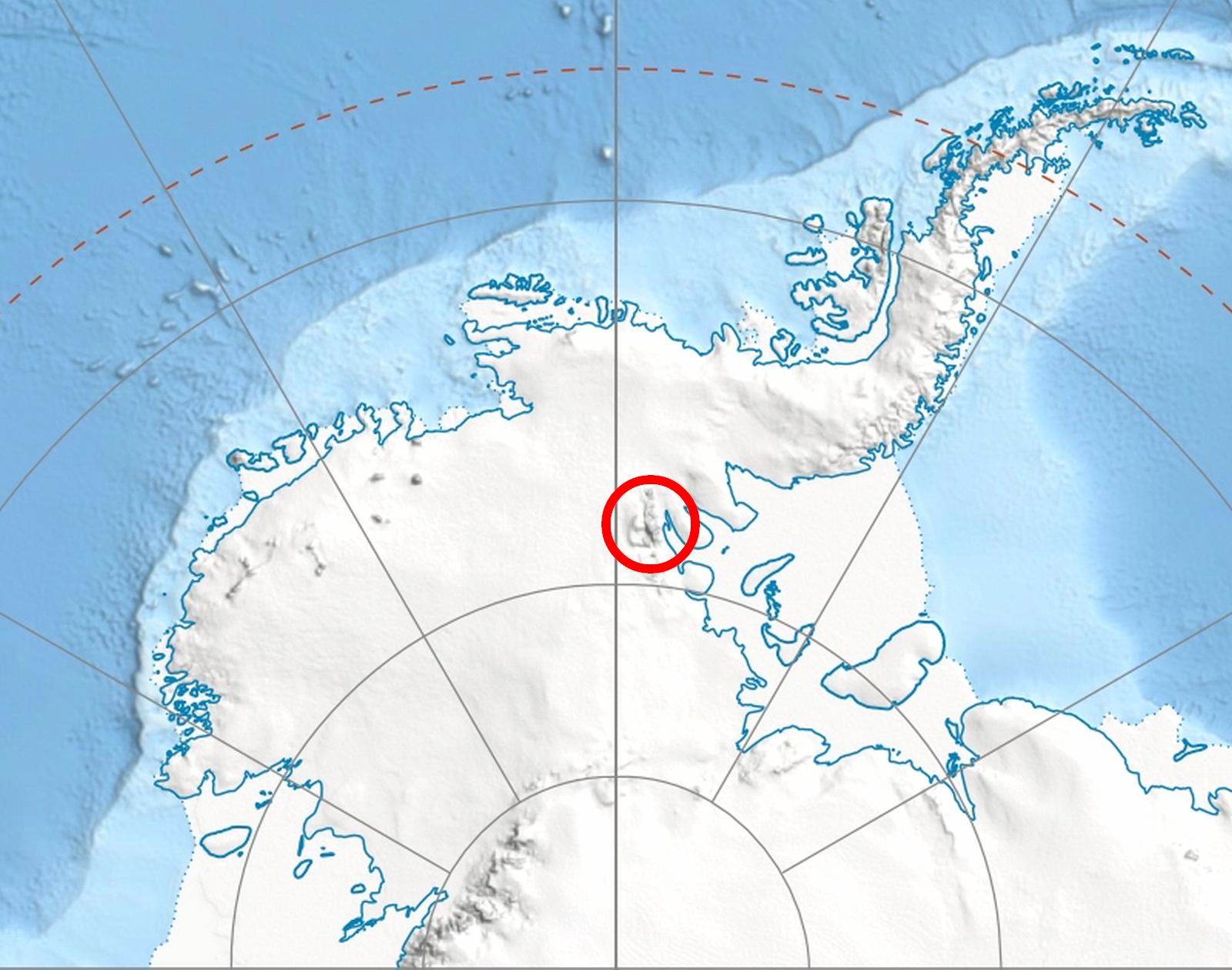

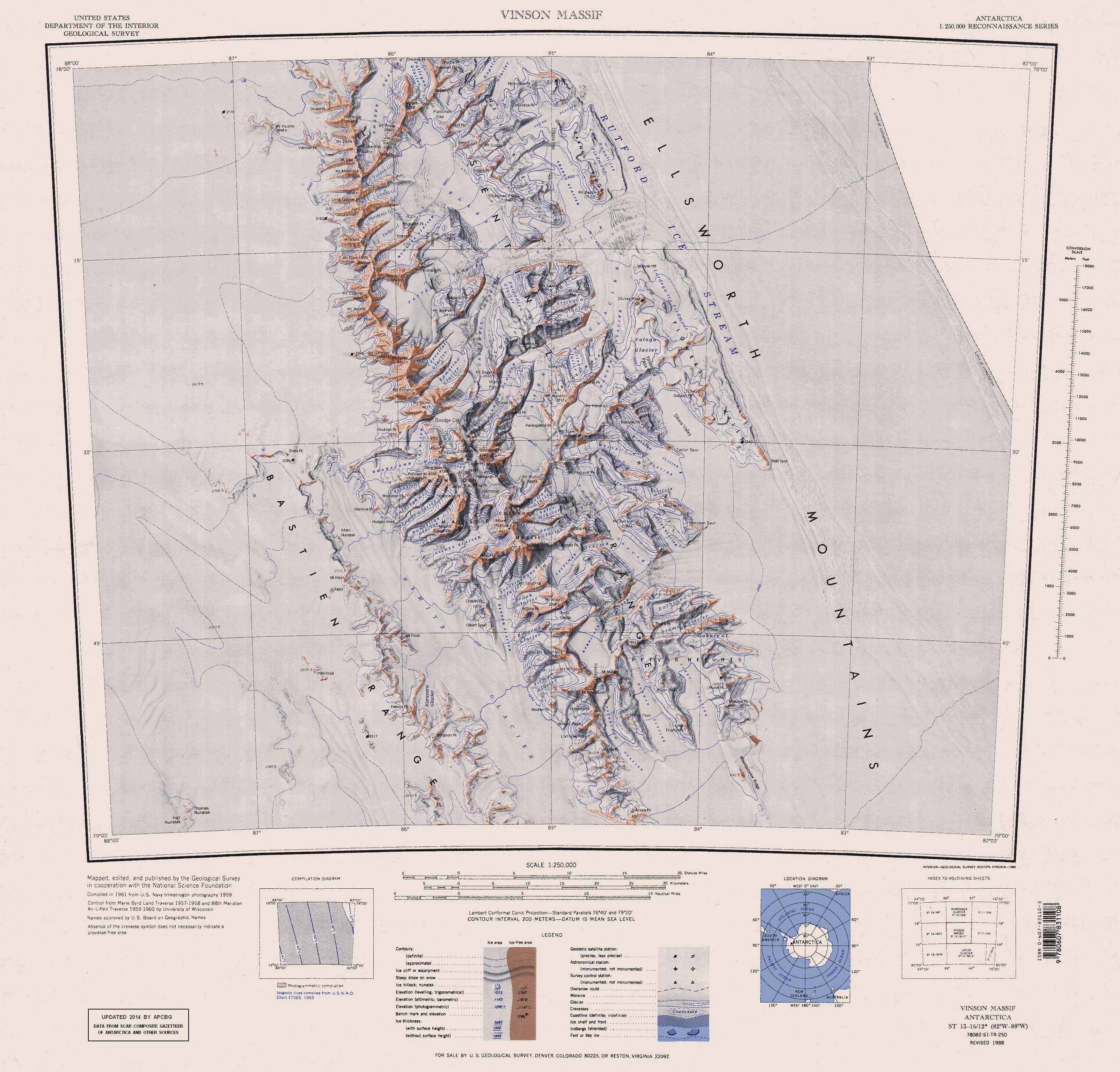

沃伊西爾峰是南極洲的山峰，位於埃爾斯沃思地，屬於埃爾斯沃思山脈中森蒂納爾嶺的一部分，處於馬格萊尼克高地，海拔高度2,900米，以保加利亞南部的城鎮命名。

## 外部連結
- Voysil Peak. （页面存档备份，存于） SCAR Composite Antarctic Gazetteer.